# لوك كاتس
لوك كاتس (بالإنجليزية: Luke Cutts) هو القافز بالزانة بريطاني، ولد في 13 فبراير 1988 في Thurnscoe ‏ في المملكة المتحدة.

## وصلات خارجية
- لوك كاتس على موقع الاتحاد الدولي لألعاب القوى (الإنجليزية)
- لوك كاتس على موقع الدوري الماسي (الإنجليزية)
- لوك كاتس على موقع اللجنة الأولمبية الدولية (الإنجليزية)
- لوك كاتس على موقع أوليمبيديا (الإنجليزية)
- لوك كاتس على موقع اللجنة الأولمبية البريطانية (الإنجليزية)
- لوك كاتس على موقع اتحاد ألعاب الكومنولث (مؤرشف) (الإنجليزية)